# Прикубанский район
Прикуба́нский райо́н — административно-территориальная единица и муниципальное образование (муниципальный район) в составе Карачаево-Черкесской Республики Российской Федерации.
Административный центр — посёлок Кавказский.

## География

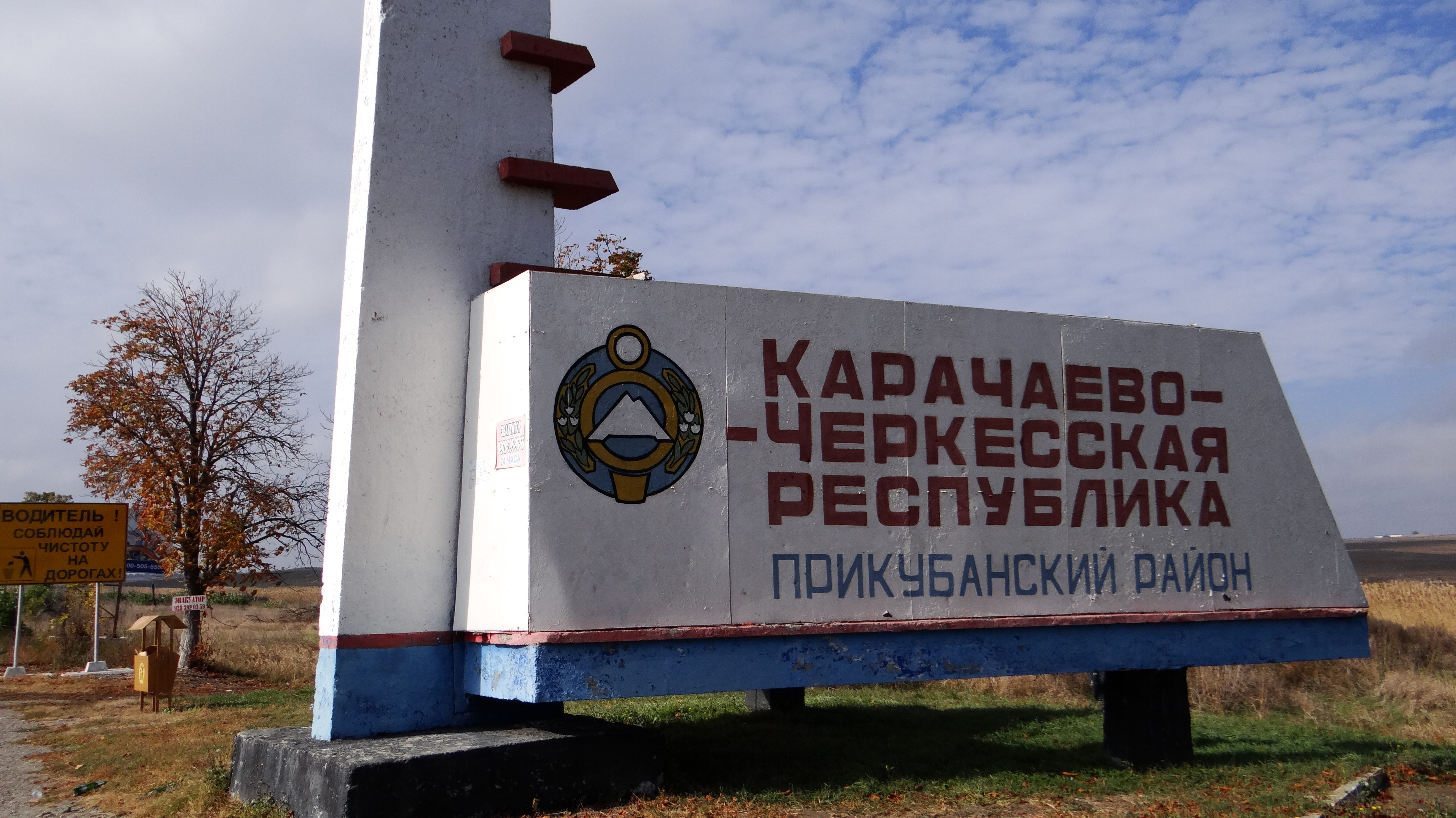
Въезд в Прикубанский район

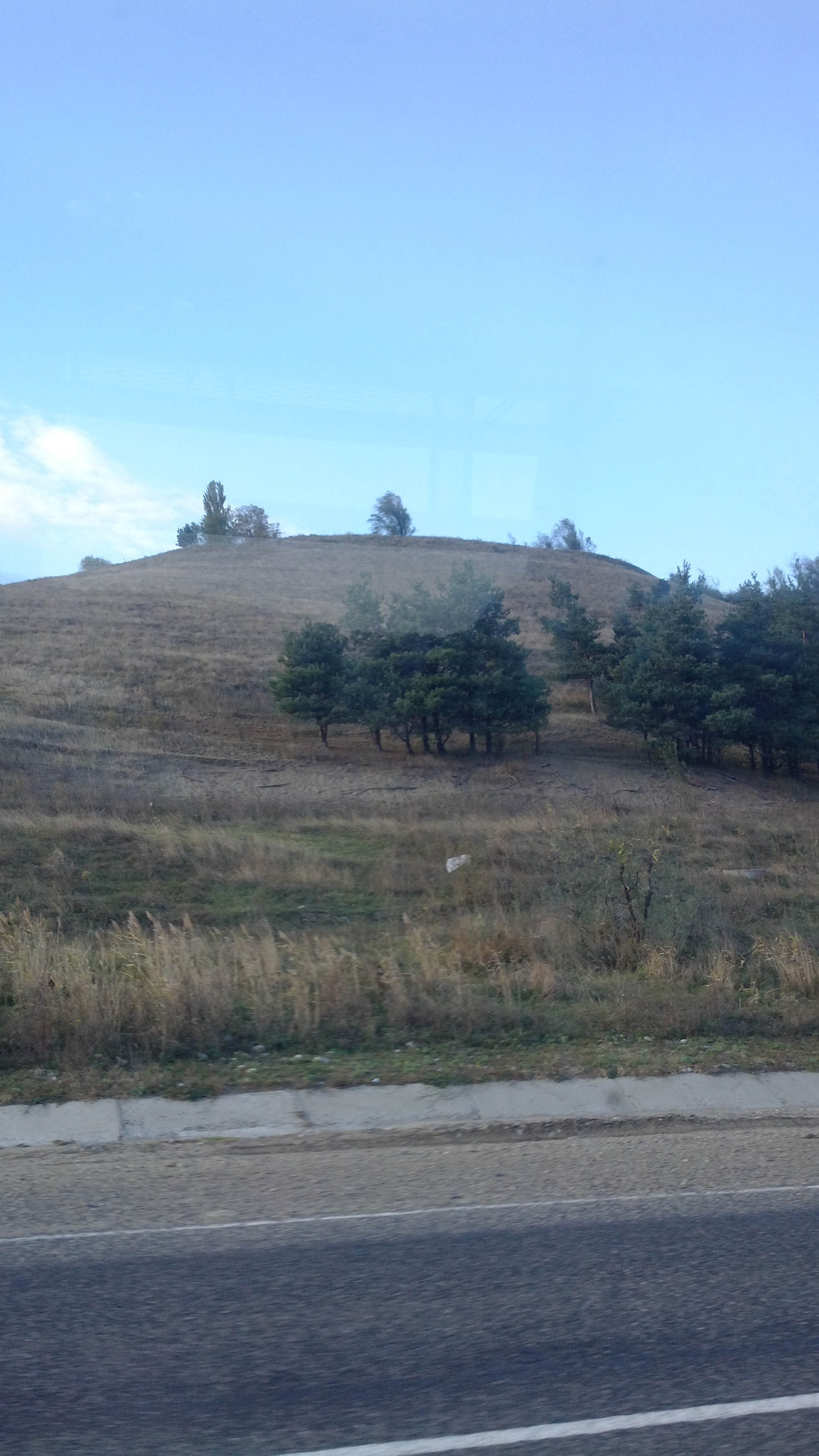
Прикубанский район. Ландшафт

Прикубанский район расположен в северо-восточной части Карачаево-Черкесской Республики. Площадь территории района — 946,29 км² (с 2014 года).
Граничит с Усть-Джегутинским районом на юге, Абазинским и Адыге-Хабльским районами, а также Черкесским городским округом на западе и со Ставропольским краем на севере и востоке. От основной части района отделено Дружбинское сельское поселение, расположенное за рекой Кубань.

## История
Образован 20 марта 1936 года под названием Сулимовский район (центр — город Сулимов). 10 августа 1937 года был переименован в Ежово-Черкесский район (центр — город Ежово-Черкесск). 2 сентября 1939 года переименован в Черкесский район (центр — город Черкесск). 20 августа 1953 года район был упразднён и восстановлен 15 сентября 1957 года. 30 сентября 1958 года переименован в Прикубанский район.
1 февраля 1963 года в КЧАО вместо существующих районов были образованы 6 сельских районов: Адыге-Хабльский (центр аул Адыге-Хабль), Зеленчукский (центр станица Зеленчукская), Карачаевский (центр город Карачаевск), Малокарачаевский (центр село Учкекен), Прикубанский (центр станица Усть-Джегутинская), Хабезский (центр аул Хабез).
12 января 1965 года Президиум Верховного Совета РСФСР постановил:
- образовать Урупский район — центр станица Преградная;
- упразднить Урупский промышленный район Карачаево-Черкесской автономной области;
- Адыге-Хабльский, Зеленчукский, Карачаевский, Малокарачаевский, Прикубанский и Хабезский сельские районы Карачаево-Черкесской автономной области преобразовать в районы.

31 марта 1977 года центром района стал посёлок Кавказский.
11 марта 1987 года из Прикубанского района в Адыге-Хабльский был передан Садовский сельсовет.

## Население
| 1979    | 1989    | 2002    | 2010    | 2011    | 2012    | 2013    | 2014    | 2015    |
| ------- | ------- | ------- | ------- | ------- | ------- | ------- | ------- | ------- |
| 31 353  | ↗32 693 | ↗35 547 | ↘29 343 | →29 343 | ↘29 318 | ↘29 097 | ↘28 783 | ↗28 885 |
| 2016    | 2017    | 2018    | 2019    | 2020    | 2021    | 2023    | 2024    | 2025    |
| ↗28 911 | ↘28 907 | ↘28 880 | ↘28 752 | ↗28 945 | ↗29 881 | ↗29 951 | ↗30 028 | ↗30 225 |

### Урбанизация
Городское население (пгт Ударный) составляет 3,33 % от всего населения района.

### Национальный состав
Согласно переписи населения 1959 года, в Прикубанском районе Карачаево-Черкесской АО русские составляли 45,6 % населения, карачаевцы — 32 %, абазины — 14,6 %.
| Народ                 | Численность в 2002 году, чел. | Численность в 2010 году, чел. |
| --------------------- | ----------------------------- | ----------------------------- |
| карачаевцы            | 19 983 (56,2 %)               | 22 094 (75,69 %)              |
| русские               | 6 576 (18,5 %)                | 5 172 (17,72 %)               |
| турки                 | 185 (0,5 %)                   | 243 (0,83 %)                  |
| армяне                | 260 (0,7 %)                   | 224 (0,77 %)                  |
| абазины               | 6 124 (17,2 %)                | 186 (0,64 %)                  |
| черкесы               | 783 (2,2 %)                   | 183 (0,63 %)                  |
| ногайцы               | 209 (0,6 %)                   | 135 (0,46 %)                  |
| чеченцы               | 248 (0,7 %)                   | 125 (0,43 %)                  |
| украинцы              | 183 (0,5 %)                   | 113 (0,39 %)                  |
| другие национальности | 996 (2,8 %)                   | 716 (2,45 %)                  |

По итогам переписи населения 2020 года проживали следующие национальности (национальности менее 0.3 %  и другое, см. в сноске к строке «Другие»):
| Национальность | Численность, чел. | Доля     |
| -------------- | ----------------- | -------- |
| Карачаевцы     | 23 082            | 77,25 %  |
| Русские        | 4 731             | 15,83 %  |
| Турки          | 221               | 0,73 %   |
| Черкесы        | 205               | 0,68 %   |
| Абазины        | 162               | 0,54 %   |
| Ногайцы        | 122               | 0,40 %   |
| Армяне         | 111               | 0,37 %   |
| Другие         | 1 247             | 4,17 %   |
| Итого          | 29 881            | 100,00 % |

Половозрастной состав
По данным Всероссийской переписи населения 2010 года:
| Возраст     | Мужчины, чел. | Женщины, чел. | Общая численность, чел. | Доля от всего населения, % |
| ----------- | ------------- | ------------- | ----------------------- | -------------------------- |
| 0 — 14 лет  | 2 952         | 2 840         | 5 792                   | 19,74 %                    |
| 15 — 59 лет | 9 539         | 10 087        | 19 626                  | 66,88 %                    |
| от 60 лет   | 1 477         | 2 448         | 3 925                   | 13,38 %                    |
| Всего       | 13 968        | 15 375        | 29 343                  | 100,0 %                    |

Мужчины — 13 968 чел. (47,6 %). Женщины — 15 375 чел. (52,4 %).
Средний возраст населения: 35,3 лет. Средний возраст мужчин: 33,7 лет. Средний возраст женщин: 36,9 лет.
Медианный возраст населения: 33,1 лет. Медианный возраст мужчин: 31,1 лет. Медианный возраст женщин: 35,1 лет.

## Муниципальное устройство
В Прикубанский муниципальный район входят 12 муниципальных образований, в том числе 1 городское и 11 сельских поселений.
| №        | Муниципальное образование | Административный центр | Количество населённых пунктов | Население | Площадь, км² |
| -------- | ------------------------- | ---------------------- | ----------------------------- | --------- | ------------ |
| 1e-06    | Городское поселение       |                        |                               |           |              |
| 1        | Ударненское               | пгт Ударный            | 1                             | ↘1024     | 29,94        |
| 1.000002 | Сельские поселения        |                        |                               |           |              |
| 2        | Дружбинское               | село Дружба            | 2                             | ↗3670     | 48,66        |
| 3        | Знаменское                | село Знаменка          | 1                             | ↗2045     | 27,47        |
| 4        | Ильичёвское               | село Ильичёвское       | 2                             | ↗2484     | 74,40        |
| 5        | Кавказское                | посёлок Кавказский     | 2                             | ↘3214     | 117,07       |
| 6        | Майское                   | посёлок Майский        | 2                             | ↗1276     | 69,45        |
| 7        | Мичуринское               | посёлок Мичуринский    | 2                             | ↗1612     | 75,01        |
| 8        | Николаевское              | село Николаевское      | 3                             | ↘3035     | 99,68        |
| 9        | Октябрьское               | посёлок Октябрьский    | 3                             | ↘1964     | 127,13       |
| 10       | Счастливенское            | село Счастливое        | 3                             | ↘3267     | 115,38       |
| 11       | Таллыкское                | село Таллык            | 1                             | ↗1020     | 51,37        |
| 12       | Чапаевское                | село Чапаевское        | 1                             | ↗5483     | 110,73       |

## Населённые пункты
Распределение населения района
 с. Чапаевское (18,63 %) с. Дружба (10,3 %) п. Кавказский (10,1 %) с. Николаевское (4,77 %) с. Знаменка (6,77 %) Остальные (49,43 %)
В Прикубанском районе 23 населённых пункта, в том числе один городской населённый пункт (посёлок городского типа) и 22 сельских населённых пункта.
| №  | Населённый пункт    | Тип     | Население | Муниципальное образование         |
| -- | ------------------- | ------- | --------- | --------------------------------- |
| 1  | Водораздельный      | посёлок | ↗610      | Мичуринское сельское поселение    |
| 2  | Дружба              | село    | ↘3112     | Дружбинское сельское поселение    |
| 3  | Заречный            | посёлок | ↘356      | Дружбинское сельское поселение    |
| 4  | Знаменка            | село    | ↗2045     | Знаменское сельское поселение     |
| 5  | Ильичёвское         | село    | ↘1261     | Ильичёвское сельское поселение    |
| 6  | Кавказский          | посёлок | ↗3053     | Кавказское сельское поселение     |
| 7  | Красивый            | посёлок | ↘61       | Кавказское сельское поселение     |
| 8  | Майский             | посёлок | ↗1031     | Майское сельское поселение        |
| 9  | Мичуринский         | посёлок | ↗1023     | Мичуринское сельское поселение    |
| 10 | Николаевское        | село    | ↘1441     | Николаевское сельское поселение   |
| 11 | Новый               | посёлок | ↘156      | Октябрьское сельское поселение    |
| 12 | Октябрьский         | посёлок | ↘1508     | Октябрьское сельское поселение    |
| 13 | Привольное          | село    | ↘614      | Николаевское сельское поселение   |
| 14 | Пригородное         | село    | ↗1170     | Ильичёвское сельское поселение    |
| 15 | Пристань            | село    | ↗1007     | Николаевское сельское поселение   |
| 16 | Родниковский        | хутор   | ↘257      | Майское сельское поселение        |
| 17 | Светлое             | село    | ↗911      | Счастливенское сельское поселение |
| 18 | Солнечный           | посёлок | ↗378      | Октябрьское сельское поселение    |
| 19 | Счастливое          | село    | ↘1430     | Счастливенское сельское поселение |
| 20 | Таллык              | село    | ↗1020     | Таллыкское сельское поселение     |
| 21 | Ударный             | пгт     | ↘1006     | Ударненское городское поселение   |
| 22 | Холоднородниковское | село    | ↗1038     | Счастливенское сельское поселение |
| 23 | Чапаевское          | село    | ↗5632     | Чапаевское сельское поселение     |

## Органы местного самоуправления
Структуру органов местного самоуправления муниципального образования составляют:
1. Совет Прикубанского муниципального района — выборный представительный орган района;
2. Администрация Прикубанского муниципального района — исполнительно-распорядительный орган района;
3. Глава Прикубанского муниципального района — высшее должностное лицо района, исполняет полномочия Председателя совета района;
4. Контрольно-счётный орган Прикубанского муниципального района.

Глава районной администрации
- Чомаев Мухамат-Амин Ибрагимович (с 6 ноября 2018 года)

Глава района, Председатель районного совета
- Боташев Mуcca Солтанович (с 24 сентября 2014 года)

Адрес администрации Прикубанского муниципального района: посёлок Кавказский, просп. Ленина, д. 26.

## Образование
По состоянию на 2006 год система образования Прикубанского района включала в себя 20 средних общеобразовательных школ, 1 основную общеобразовательную школу, 2 дошкольных образовательных учреждения, 2 учреждения дополнительного образования детей, в которых на тот момент обучалось и воспитывалось 4256 детей.

## Побратимские связи
- Каякентский район, Дагестан, Россия[38].

## Комментарии
1. ↑  Включая аулы Псыж и Кара-Паго, вошедшие в 2006 году в состав Абазинского района.
2. ↑  Только указавшие национальность. Число не указавших национальную принадлежность по району — 152 человека. Процент рассчитан от числа указавших национальность, а не от общей численности населения района.
3. ↑  До начала 2017 года в состав Счастливенского сельского поселения входил также хутор Холоднородниковский, который был затем исключён из перечня населённых пунктов КЧР и из числа населённых пунктов сельского поселения, так как был внесён в эти перечни ошибочно, поскольку на местности хутор как отдельный населённый пункт по факту отсутствовал.
4. ↑  Вероятно, эти данные включают аулы Псыж и Кара-Паго, вошедшие в 2006 году в состав Абазинского района.